# Gare d'Allandale Waterfront
La gare d'Allandale Waterfront est une gare de trains de banlieue dans la ville de Barrie en Ontario. La gare est située au sud de l'ancienne gare d'Allandale, une gare historique qui occupait une grande propriété sur la rive sud du lac Simcoe dans le secteur riverain de Barrie. Elle est desservie par les trains de banlieue de la ligne Barrie de GO Transit. La gare actuelle et l'ancienne gare ont été construites sur un site de sépulture du peuple Hurons-Wendats.

## Situation ferroviaire
La gare est située à la borne 63 milles (101,4 km) de la subdivision Newmarket de Metrolinx, au nord de la gare de Barrie South. Construite au sud de la gare historique d'Allandale, Allandale Waterfront est située sur Essa Road, au coin de Bradford Street, au cœur de Barrie. Une voie auxiliaire près de la gare accueille les trains de la ligne Barrie pendant la nuit et le week-end, en dehors des mois d'été.

## Histoire

### Ontario, Simcoe & Huron Railway
Le chemin de fer a été construit à Barrie en 1853 par l'Ontario, Simcoe & Huron Railway (OS&H). Dès l'arrivée du chemin de fer en 1853 et jusqu'à la période qui a suivi la Seconde Guerre mondiale, une énorme rivalité a opposé la ville de Barriee et la communauté d'Allandale pour le contrôle des gares de triage et des tarifs de fret. Les promoteurs de Barrie souhaitaient stimuler la croissance de la ville par une activité industrielle accrue. Les résidents d'Allandale, qui dépendaient du chemin de fer pour leur subsistance, préféraient le statu quo afin d'assurer leur emploi.
L'amertume entre les deux communautés résulte des activités de spéculation foncière des promoteurs du chemin de fer. Dans un effort pour relier la baie Georgienne au Golden Horseshoe (la grande région de Toronto), un projet ambitieux a été proposé pour construire une ligne ferroviaire de Toronto au nord jusqu'à la communauté de Collingwood en passant par les terres plates à l'ouest du lac Simcoe. La voie ferrée, située à environ cinq kilomètres au sud de Barrie, Allandale est rapidement devenue le lieu de résidence du personnel ferroviaire. Barrie, contournée par les promoteurs malgré son soutien financier au système, restait isolée jusqu'à ce qu'une décision judiciaire, au milieu des années 1860, oblige la compagnie à prolonger une ligne secondaire jusqu'à la ville. Bien que la communauté d'Allandale soit restée une petite « ville de compagnie » en raison de la situation financière précaire de sa société fondatrice, elle s'était établie comme lien de transport vers Toronto.
L'arrivée de la Hamilton and Northwestern Railway (H&NWR) à Allandale en 1865 a fait naître l'espoir chez les hommes d'affaires locaux et les représentants du gouvernement à Barrie que des tarifs d'expédition concurrentiels, un service amélioré et un système ferroviaire plus viable financièrement se développerait dans la région. Au grand dam des promoteurs, le terminus de la ligne ferroviaire a été placé à Allandale plutôt qu'à Barrie. L'importance d'Allandale en tant que plaque tournante du système de transport ferroviaire du centre de l'Ontario est donc assurée pour un certain nombre d'années.
La modernisation de l'ancienne ligne de l'OS&H, achetée par la Northern Railway of Canada en 1875, a eu un impact immédiat, mais non durable, sur la gare et la communauté voisine. En prévision de la vente, l'OS&H a fait de la gare d'Allandale un point divisionnaire. Pour tenter d'augmenter le prix de vente, de nouveaux bâtiments sont érigés, dont un dépôt et une rotonde. Les travailleurs supplémentaires, nécessaires à l'amélioration de la gare, sont intégrés à la société d'Allandale. La croissance de la communauté est cependant de courte durée. Allandale n'a pas connu de croissance démographique ou physique pendant les 25 années suivantes.

### Grand Tronc
Ce n'est qu'après l'acquisiton de la gare d'Allandale par le Grand Tronc et les changements majeurs apportés à son parc immobilier et à ses voies que le quartier d'Allandale a connu son plus grand et plus important boom immobilier. Avec la création de nouveaux emplois pour les résidents locaux dans la gare, les chantiers et le restaurant, la sécurité de l'emploi semblaient assurés. Les nouvelles maisons en brique et les nouveaux bâtiments commerciaux, construits pour répondre aux attentes et à la richesse croissantes de la communauté, sont devenus monnaie courante.
Soucieux de mettre fin à la domination d'Allandale dans le domaine de transport, les contribuables de Barrie ont tenté de faire changer l'emplacement de la gare de triage, de faire baisser les tarifs d'expédition et de réduire l'importance économique d'Allandale en fusionnant les deux communautés en 1897. Seul le dernier effort a réussi. Rebaptisée quartier no° 6, Allandale a conservé son identité distincte et son lien avantageux avec le Grand Tronc malgré sa perte d'indépendence politique. La construction d'une nouvelle gare entre 1904 et 1905 a renforcé cette position.
L'aversion de Barrie pour Allandale était motivée par des raisons financières. Les entrepreneurs locaux avaient toujours considéré la gare divisionnaire comme une entrave à la fabrication locale. Dès 1884, un citoyen éminent écrivait que Barrie n'avait jamais adopté, en tant que centre manufacturier, la position naturelle et les installations ferroviaires qui lui revenaient de droit. Les tarifs de transport élevés, imposés par le Grand Tronc (plus tard par le Canadien National), avaient découragé la croissance d'entreprises manufacturières saines, capables de faire concurrence à l'échelle nationale. En conséquence, Barrie est devenue un centre de marché et de service pour son arrière-pays du comté de Simcoe. En 1910, la valeur brute des produits manufacturés dans les villes voisines du comté de Simcoe - Collingwood, Midland et Orillia - était bien plus élevée que celle de Barrie. Le secteur manufacturier de Barrie n'a pas pris d'expansion jusqu'à la croissance du transport par camion après la Seconde Guerre mondiale. La communauté d'Allandale, quant à elle, est restée orientée vers le chemin de fer. Quelques entreprises commerciales ont été ouvertes pour faciliter les zones résidentielles du quartier. Peu de tentatives ont été faites pour développer des entreprises et des industries le long des lignes ferroviaires, une pratique courante dans de nombreux centres canadiens.

### Canadien National
Bien que la gare d'Allandale ait fourni un lien de transport vital pour la ville de Barrie, l'intérêt personnel du quartier a empêché la communauté de bénéficier des avantages d'une industrialisation accrue au cours des premières décennies du XXe siècle. Malgré cette entrave au développement urbain, Barrie est demeurée un important centre politique, judiciaire et agricole du comté de Simcoe. Avec le déclin du transport de marchandises par rail après la Second Guerre mondiale, le quartier d'Allandale a perdu son importance en tant que point ferroviaire et son influence économique au sein de la ville.
La gare a été fermée au service des passagers en 1980. Elle a brièvement rouvert ses portes comme gare de trains de banlieue pour GO Transit, une agence provinciale fournissant un service ferroviaire de passagers dans la grande région de Toronto et de Hamilton, dans le Sud de l'Ontario, de 1900 à 1993, après quoi la gare a été définitement fermée. Le Canadien National a officiellement abandonnée la ligne et les voies allant vers le nord entre Allandale et Longford Mills, près d'Orillia, ont été retirés en 1996.

### GO Transit
La gare d'Allandale restait abandonnée et se détériorait jusqu'en 2009, lorsque Metrolinx a annoncé des plans pour combler l'écart, en améliorant les voies, les passages à niveau et les signaux, et en reposant vingt kilomètres de voies qui avaient été arrachées. Le 15 décembre 2009, Metrolinx a annoncé un accord pour l'achat du reste de la subdivision Newmarket au sud de la subdivision York pour 68 millions de dollars, donnant à l'organisme de transport régional le contrôle total de la ligne d'Union à Barrie. L'organisme a commencé à construire un garage et à restaurer la gare historique d'Allandale. Après des retards, un premier train cérémonial est entré dans la gare rebaptisée Allandale Waterfront le 29 janvier 2012, et le service régulier a commencé le jour suivant.
À l'été 2012, cinq trains GO circulaient en semaine entre Barrie et Toronto (cinq en direction de Toronto le matin, cinq en direction de Barrie l'après-midi). En outre, à la fin du mois de mai, GO Transit a annoncé qu'un service de train pour les week-ends et les jours fériés serait mis en place pour l'été, avec deux trains au départ et à destination de Barrie, et quatre trains au départ et à destination d'East Gwillimbury (avec des correspondances en bus pour le reste du trajet jusqu'à Barrie). Bien que l'achalandage de ce service de fin de semaine ait été initialement faible, avec moins de 150 passagers par jour, le service a été repris pour l'été 2013, et l'achalandage a augmenté à plus de 200 passagers par jour. Le service de fin de semaine est devenu permanent le 31 décembre 2016, faisant de Barrie la troisième ligne de GO Transit à offrir un service sept jours sur sept tout au long de la journée de service, après les lignes Lakeshore West et East.

## Service aux voyageurs

### Accueil
La billetterie de GO Transit est ouverte en semaine de 5 h à 9 h 5, fermée les fins de semaine et jours fériés. L'ambassadeur de la gare GO peut aider les clients à configurer un type de tarif ou à définir un trajet par défaut sur la carte Presto. Les clients disposent également d'options en libre-service, notamment l'achat d'un billet papier dans un distributeur automatique de billets, le chargement d'une carte Presto dans un distributeur automatique de billets compatible avec Presto, l'achat d'un billet électronique avec leur téléphone intelligent et le paiement au valideur avec une carte de crédit sans contact ou une carte Presto.
La gare est équipée de Wi-Fi, d'un téléphone payant et d'un débarcadère.

### Dessert
À partir du 8 avril 2023, sept trains partent de cette gare vers la gare Union de Toronto pendant la période de pointe du matin, ainsi qu'un train en provenance de Bradford. Pendant la période de pointe de l'après-midi, sept trains en provenance d'Union terminent à cette gare. Six trains de week-end partent et arrivent à cette gare dans chaque sens.
Un service de bus en heures creuses est proposé en direction de la gare de Toronto Union, avec une correspondance soit à la gare d'Aurora, soit à celle d'East Gwillimbury. Comme les bus GO ne desservent plus le centre-ville de Barrie, les passagers qui s'y rendent doivent prendre une correspondance avec les bus locaux de Barrie à cette gare.

### Intermodalité
Les autobus locaux et régionaux de GO Transit, Barrie Transit et Simcoe County LINX desservent la gare. D'autres services interurbains qui s'arrêtent au terminus Barrie devraient être relocalisés à cette gare en 2023.

#### GO Transit
- 68 Barrie - Newmarket (tous les jours, pour relier les trains qui terminent leur trajet à Aurora)
  - Direction nord vers le terminus Barrie
  - Direction sud vers la gare d'Aurora

#### Barrie Transit
- 1
  - Direction nord vers le mail Georgian via le terminus Barrie
  - Direction sud vers Park Place
- 4
  - Direction nord vers le mail Georgian via le terminus Barrie
  - Direction sud vers la gare de Barrie South
- 7
  - Direction nord vers Grove via le terminus Barrie
  - Direction sud vers Park Place via Bear Creek
- 8A
  - Direction nord vers le Collège Georgian via le terminus Barrie
  - Direction sud vers Park Place via la gare de Barrie South
- 8B
  - Direction nord vers le Collège Georgian via le mail Georgian
  - Direction sud vers Park Place via Bear Creek

Les passagers de GO Transit peuvent correspondre gratuitement vers ou depuis Barrie Transit en présentant un billet de GO Transit valide ou une carte Presto au chauffeur, et en voyageant dans les 30 minutes qui suivent l'heure d'arrivée ou de départ du train.

#### Simcoe County LINX
Simcoe County LINX, une agence de transport interurbain du comté de Simcoe, assure un service de bus entre la gare d'Allandale Waterfront et Wasaga Beach toutes les heures de semaine entre 5h30 et 18h30. Aucun service d'autobus n'est offert les samedis, les dimanches et jours fériés. Le tarif varie entre 2 et 6 dollars, selon la zone tarifaire.

## Patrimoine ferroviaire
Le bâtiment de la gare constitue une gare ferroviaire patrimoniale désignée par le gouvernement fédéral et protégée par la Loi sur la protection des gares ferroviaires patrimoniales. Les structures de style italianisant se trouvent près de la rive sud-ouest de la baie Kempenfeldt, dans le lac Simcoe, dont elles sont séparées par un parc public. À l'origine, le complexe de la gare était adjacent à la baie Kempenfeldt jusqu'à ce que le terrain derrière la gare soit remblayé et nivelé pour construire une cour de triage.
Le complexe de la gare se compose d'un bâtiment de la gare, d'un bâtiment de bureaux et d'un restaurant, adjacents les uns aux autes le long de la ligne ferroviaire. Ils ont une pente de toit uniforme, et forment une disposition atypique pour une gare ferroviaire. Le toit à faible pente et les avant-toits en surplomb profond témoignent de l'influence de l'école des Prairies. Deux des bâtiments ont été conçus en 1904 par la firme Spider & Rohns de Détroit.
Les caractéristiques intérieures et extérieures de ce complexe sont protégées au niveau provincial par une servitude de conservation de la Fiducie de patrimoine de l'Ontario. Le bâtiment de la gare a été considéré comme le « fleuron du Grand Tronc » lors de son ouverture.

Ancien bâtiment
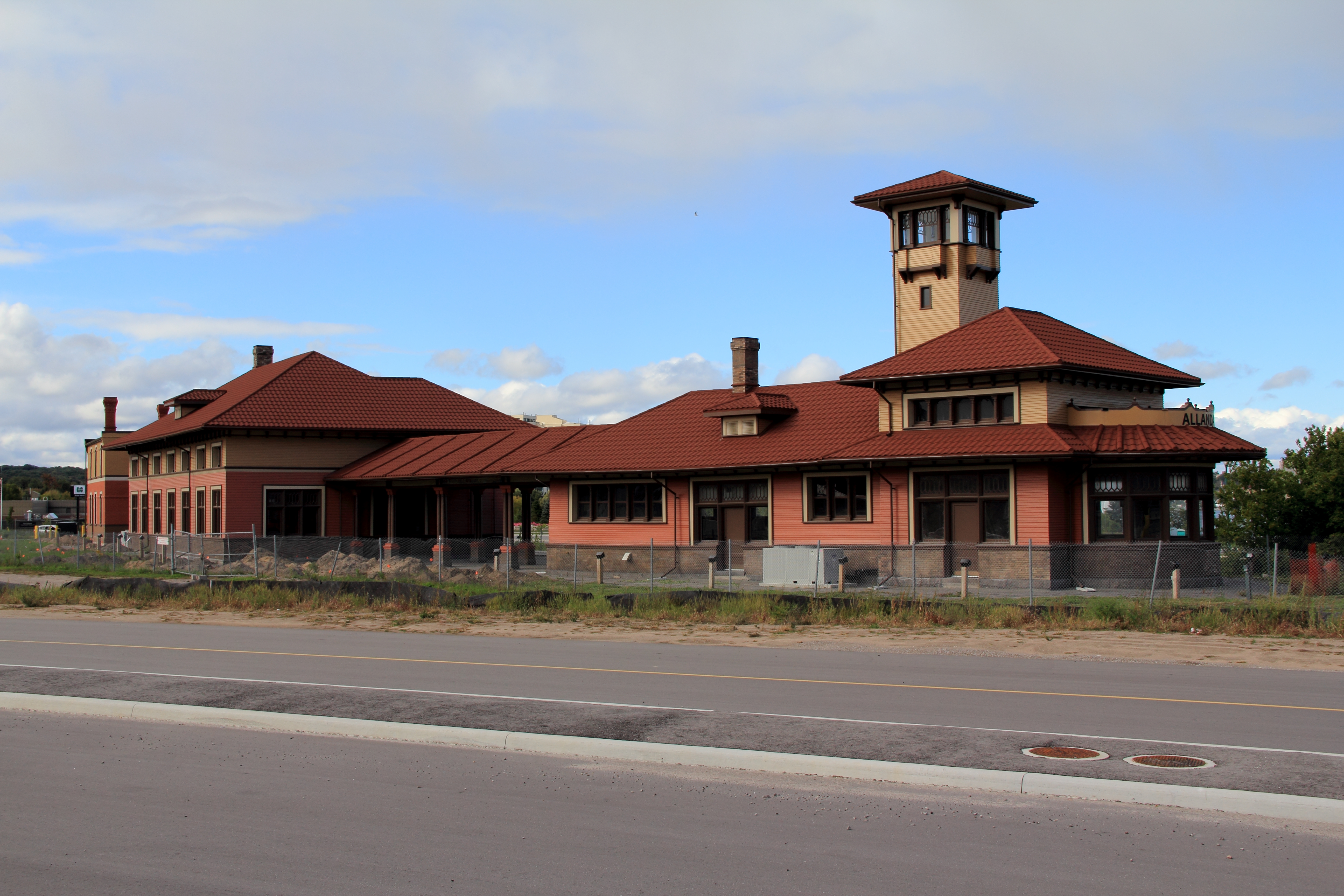
En 2012.
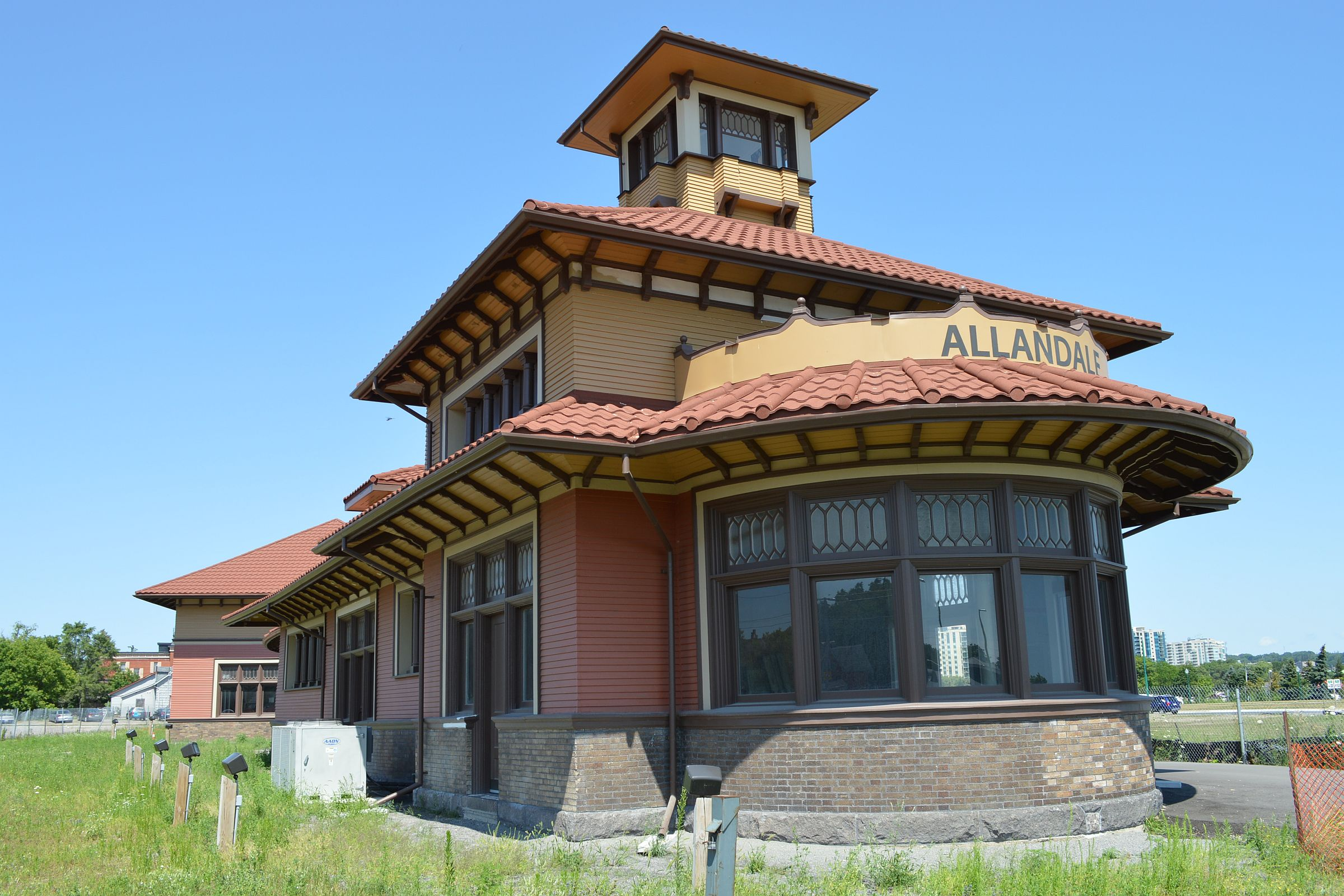
En 2013.
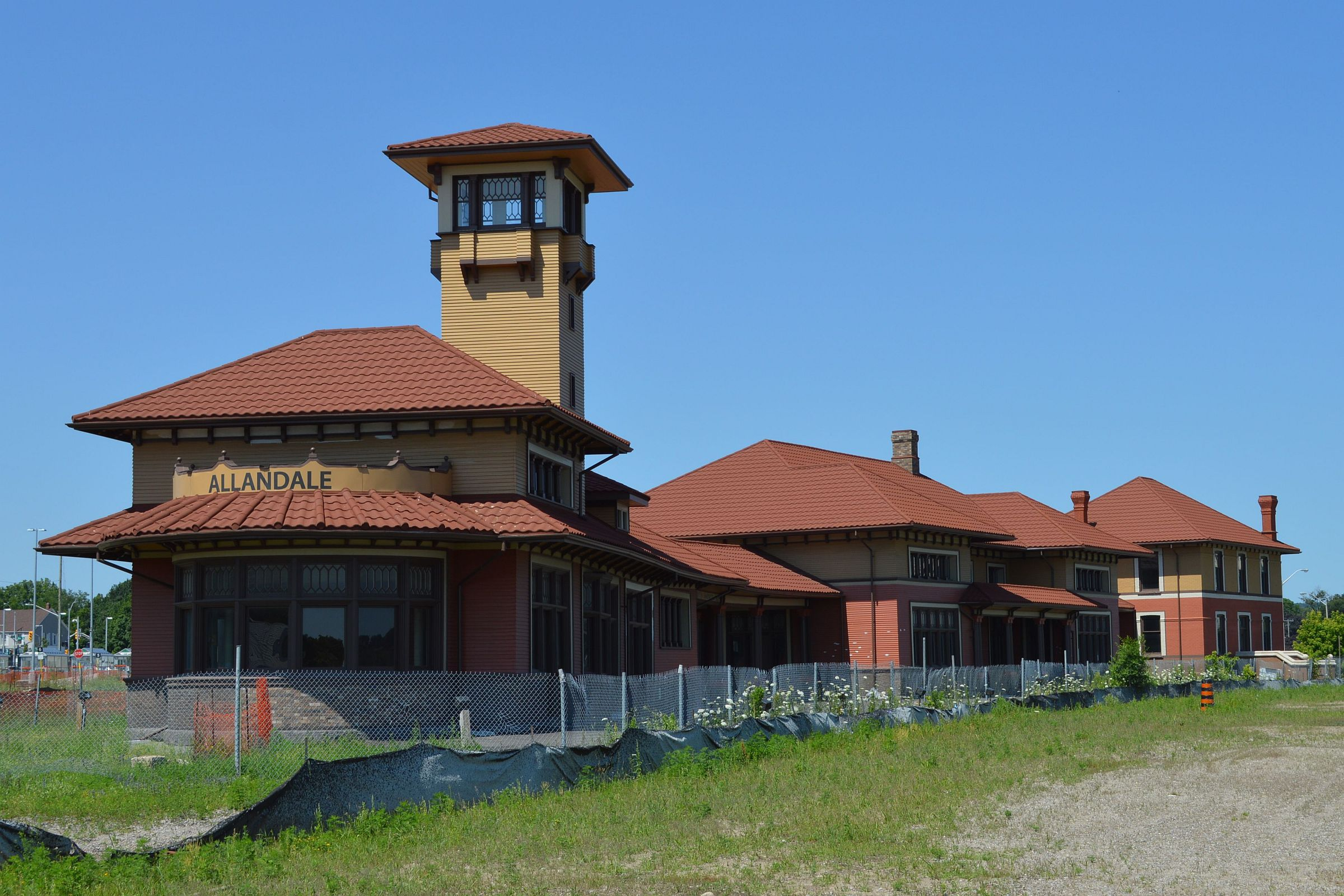
En 2013.

## Archéologie
Le site de la gare d'Allandale est situé sur un site utilisé par les peuples autochtones. Avant la construction initiale du chemin de fer, une grande fosse contenant plusieurs centaines de restes de peuples autochtones a été découverte. D'autres ossuaires ont été trouvés en 1884 et 1889.
Il a fait l'objet d'une fouille archéologique, au cours de laquelle ont été récupérés des objets du sous-étage d'Uren de la période iroquoienne du Moyen Ontario. Il a été daté de la fin du XIIe au début du XIIIe siècle et était utilisé comme poste de pêche par les Hurons. C'est le seul poste de pêche documenté de la période d'Uren, et l'un des rares sites de cette période à avoir été découvert.
Le site est considéré par les archéologues comme un lieu temporaire « pour l'exploitation des ressources halieutiques locales ». De nombreux restes de poissons ont été trouvés dans l'amas coquillier du site, mais aucune maison longue n'y a été découverte.
L'analyse des restes de poissons indique que diverses espèces ont été capturées pour la consommation sur ce site. Il s'agit notamment d'espèces de la famille Catostomidae (110 meuniers blancs, 23 meuniers rouges, et 103 spécimens d'autres espèces du genre Catostomus), de la famille Percidae (34 perchaudes et 1 doré jaune), ainsi que 12 Ictaluridae, 14 achigans à grande bouche et 4 achigans à petite bouche, 5 Centrarchidae et des spécimens de plusieurs autres espèces.
En 2011, des restes de fragments d'os humains ont été découverts sous le vide sanitaire de l'immeuble de bureaux du site lors d'une fouille pour une évaluation du site archéologique dans le cadre des travaux de nivellement de la nouvelle gare. Il a ensuite été déterminé qu'ils se trouvaient dans le remblai utilisé pour les fondations, mais que leur origine était indéterminée. Une incisive trouvée parmi ces restes a été interprétée comme faisant partie du matériel archéologique d'Uren, mais les données sont insuffisantes pour déterminer son origine ultime.
Le peuple huron-wendat considère le site comme un lieu perturbé où se trouvent des vestiges autochtones qui pourraient être un ossuaire. La construction de la gare et du triage d'origine a perturbé les vestiges et la nouvelle gare les a encore plus perturbés sans étude archéologique appropriée. De plus, la construction de la gare GO n'a pas respecté les règlements du gouvernement de l'Ontario en matière de patrimoine, qui interdisent de perturber des restes humains sur un site inconnu.